# 河野茂
河野 茂（こうの しげる、Shigeru KOHNO、1950年3月12日 - ）は、日本の医師、医学者。長崎大学 名誉教授（第15代学長）。学位は医学博士（長崎大学・1980年）。現在はレメディ・アンド・カンパニー株式会社 顧問や日本感染症医薬品協会・常務理事などを務める。

## 略歴
- 1968年 - 長崎県立佐世保南高等学校 卒業。
- 1974年 - 長崎大学医学部 卒業。長崎大学医学部附属病院（現 長崎大学病院）第二内科 入局
- 1980年 - 長崎大学大学院（病理学）修了。長崎大学医学部 助手
- 1980年 - ニューメキシコ州立大学 講師
- 1990年 - 長崎大学医学部附属病院 第二内科 講師
- 1993年 - 米国立衛生研究所 留学
- 1996年 - 長崎大学医学部附属病院 第二内科 教授
- 2000年 - 長崎大学大学院医学研究科 新興感染症病態制御学系専攻 感染分子病態学講座 教授
- 2002年 - 長崎大学大学院医歯薬学総合研究科 感染分子病態学講座 病態生理学分野 教授
- 2005年 - 長崎大学医学部・歯学部附属病院 副院長
- 2006年 - 長崎大学医学部 医学部長
- 2006年 - 長崎大学大学院医歯薬学総合研究科 新興感染症病態制御学系専攻 感染免疫学講座 教授
- 2009年 - 長崎大学病院 院長
- 2014年 - 長崎大学 副学長
- 2017年10月 - 長崎大学 第15代学長[6]、2023年9月退官。
- 2023年10月 - 現在、レメディ・アンド・カンパニー株式会社 顧問[7]。

など

## 著書
- 『死者ゼロの真相 長崎クルーズ船新型コロナ災害との激闘』長崎新聞、2020年。ISBN 978-4866500157。

など

## 所属学会
- 日本感染症学会
- 日本内科学会
- 日本環境感染学会
- 日本呼吸器学会
- 日本熱帯医学会
- 日本医真菌学会
- 日本嫌気性菌感染症学会
- 日本マイコプラズマ学会
- 日本臨床生理学会
- 日本結核・非結核性抗菌症学会
- アメリカ感染症学会(American Society of Jnfections Diseases)
- 日本臨床微生物学会
- 日本DDS学会
- 日本化学療法学会
- 日本感染症医薬品協会

ほか